# Joe Jonas

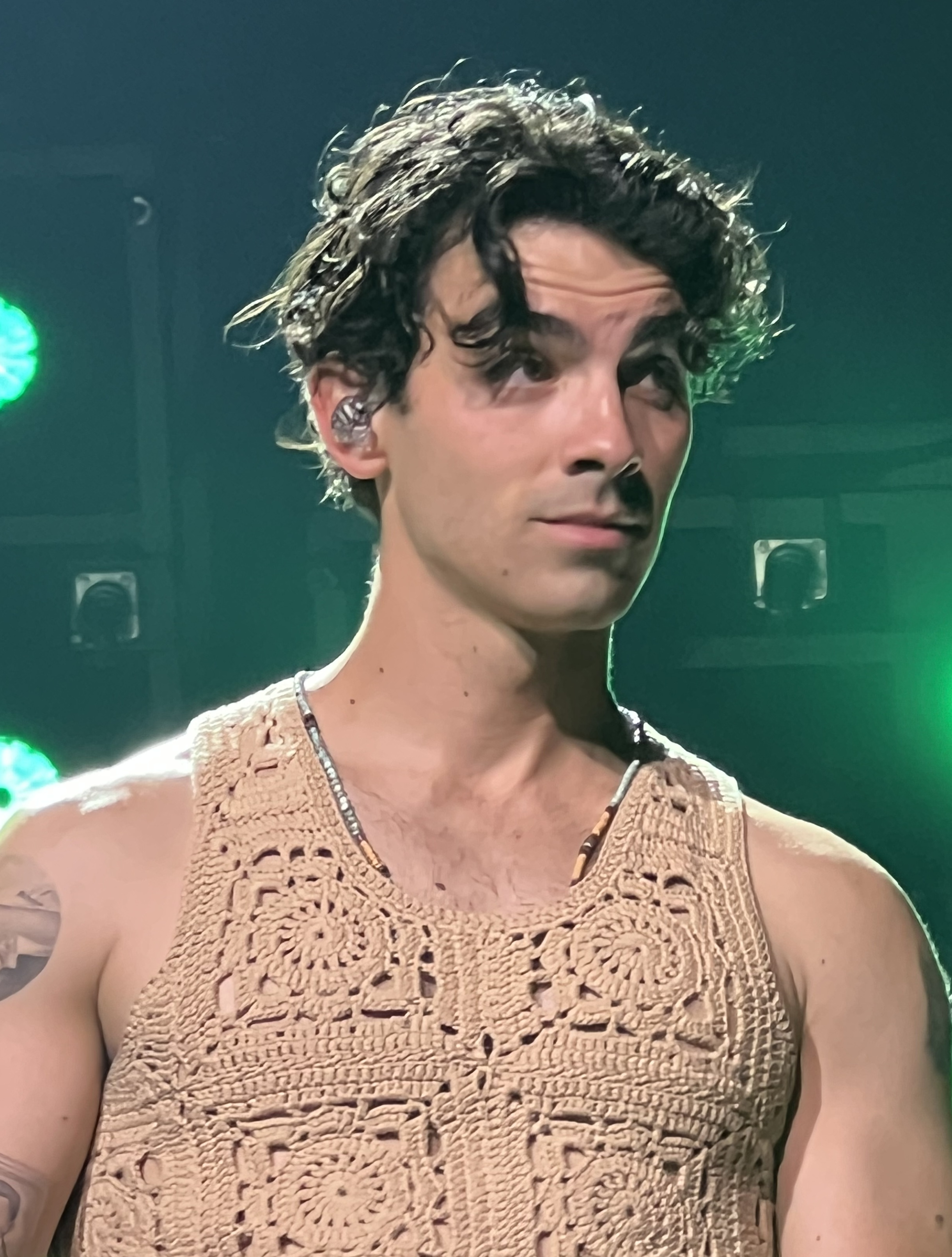
Joe Jonas (2023)

Joseph „Joe“ Adam Jonas (* 15. August 1989 in Casa Grande, Arizona) ist ein US-amerikanischer Schauspieler und Sänger. Er ist außerdem ein Mitglied der Band Jonas Brothers, die er mit seinen zwei Brüdern Kevin Jonas und Nick Jonas gegründet hat.

## Leben

### Kindheit und Jugend
Joe Jonas wurde in Casa Grande, Arizona geboren, wuchs jedoch in Wyckoff auf. Seine Eltern sind Paul Kevin Jonas, Sr. und Denise Jonas (ehemals Miller). Sein Ur-Großvater mütterlicherseits war Italiener, außerdem hat er deutsche, irische, englische und französisch-kanadische Vorfahren und stammt von den Cherokee ab. Sein Vater ist Musiker, Songwriter und ehemaliger Pfarrer einer Assemblies-of-God-Kirche. Seine Mutter war Gebärdensprach-Lehrerin und Sängerin. Jonas und seine Familie gelten als sehr religiös, weshalb er auch bis 2010 einen Purity Ring trug. Er hat zudem drei Brüder: Kevin Jonas (* 5. November 1987), Nick (* 16. September 1992) und Frankie (* 28. September 2000). Nick und Kevin sind ebenfalls Mitglied der Band Jonas Brothers. Joe Jonas wurde zusammen mit seinen Brüdern von seiner Mutter Denise zu Hause unterrichtet.

### Privates
Joe Jonas ist für sein medienverfolgtes Privatleben und Beziehungen mit anderen berühmten Persönlichkeiten bekannt. 2008 war er mit der Sängerin Taylor Swift liiert. Diese sagte später in der Talkshow von Ellen DeGeneres, dass Jonas sich in einem 27-sekündigen Telefonat von ihr getrennt habe. Außerdem bestätigte sie im selben Interview auch, dass der Song Forever & Always aus ihrem Album Fearless von Joe Jonas inspiriert worden sei. 2008 bis 2009 hatte Joe Jonas eine Beziehung mit der Schauspielerin Camilla Belle, die er am Set zum neuen Jonas Brothers-Musikvideo Lovebug kennengelernt hatte,
und 2010 war er mit der Sängerin Demi Lovato liiert. Anschließend war er bis März 2011 in einer Beziehung mit der Schauspielerin Ashley Greene. Bis November 2015 war er mit Model Gigi Hadid liiert. Seit 2016 war er mit der britischen Schauspielerin Sophie Turner liiert. Am 15. Oktober 2017 gaben die beiden auf Instagram ihre Verlobung bekannt. Am 1. Mai 2019 heirateten die beiden in Las Vegas. Am 22. Juli 2020 wurde das Paar Eltern einer gemeinsamen Tochter, die in Los Angeles geboren wurde. Fast genau zwei Jahre später kam die zweite Tochter des Paares zur Welt. Im Herbst 2023 reichten die beiden die Scheidung ein.

## Musikalische Karriere

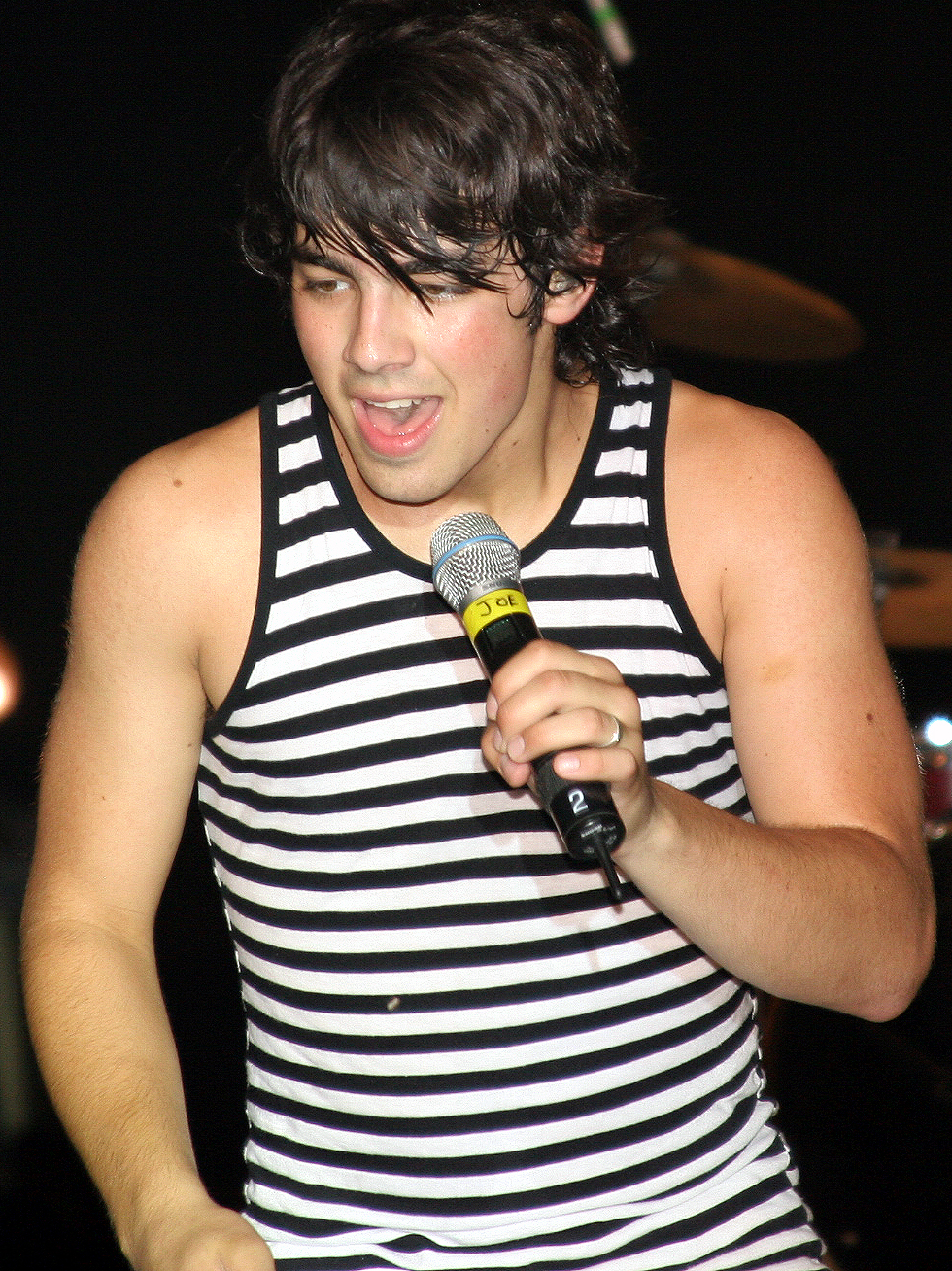
Joe Jonas (2007)

### 2005, Debütalbum und ansteigende Popularität
Joe Jonas startete seine musikalische Karriere als Leadsänger und Gitarrist in der Band Jonas Brothers, die er zusammen mit seinen Brüdern 2005 gründete. Nachdem die Jonas Brothers 2005 ihren Plattenvertrag bei Daylight Records/Columbia Records unterschrieben hatten, begannen sie die Arbeiten an ihrem Debütalbum. Dieses trug den Namen It’s About Time und wurde am 8. August 2006 veröffentlicht. Es erreichte lediglich Platz 91 der amerikanischen Charts. Im Februar 2007 unterzeichnete die Band dann einen Vertrag bei Hollywood Records, da sie zuvor aufgrund einer Entscheidung Sonys, die Band nicht weiter zu unterstützen, ihren Plattenvertrag verloren hatten. Mit dem Wechsel des Labels stellte sich auch der kommerzielle Erfolg der Band ein, ihr zweites Album Jonas Brothers konnte sich auf Rang 5 in den Vereinigten Staaten platzieren. Auch in Deutschland konnte die Gruppe auf sich aufmerksam machen, das Album erreichte Platz 19.

### 2008 bis 2010, internationaler Durchbruch der Band
2008 erschien zuerst der Soundtrack Camp Rock zum gleichnamigen Fernsehfilm und platzierte sich auf Rang 3. Das Lied Gotta Find You, das Joe Jonas im Film singt, erreichte Platz 30 in Amerika. Das zusammen mit Demi Lovato gesungene Titellied This Is Me platzierte sich sogar auf Rang 9. Der Soundtrack war auch außerhalb des Landes äußerst erfolgreich. Nach dem internationalen Durchbruch veröffentlichte die Band dann im August 2008 ihr drittes Studioalbum A Little Bit Longer, welches Platz 1 in den USA erreichte und in Europa nur unwesentlich geringeren Erfolg hatte. 2009 erschien das bisher letzte Album der Band, Lines, Vines and Trying Times, welches sich ebenfalls auf Rang 1 in Amerika platzierte. In Deutschland erreichte es nur Platz 56, in England jedoch sogar Rang 9. Anschließend begab die Gruppe sich auf die Jonas Brothers World Tour 2009, ihre erste Welttournee, bei der sie als Headliner in Erscheinung trat. 2010 lief die Fortsetzung von Camp Rock im Fernsehen. Der Soundtrack Camp Rock 2: The Final Jam zum gleichnamigen Film war ähnlich erfolgreich wie sein Vorgänger. Außerdem fand im gleich Jahr auch die zweite Welttournee der Band statt. Die Jonas Brothers Live in Concert World Tour 2010 umfasste jedoch, im Gegensatz zur ersten weltweiten Tour, keine Konzerte in Europa.

### 2011 bis 2014, Solokarriere

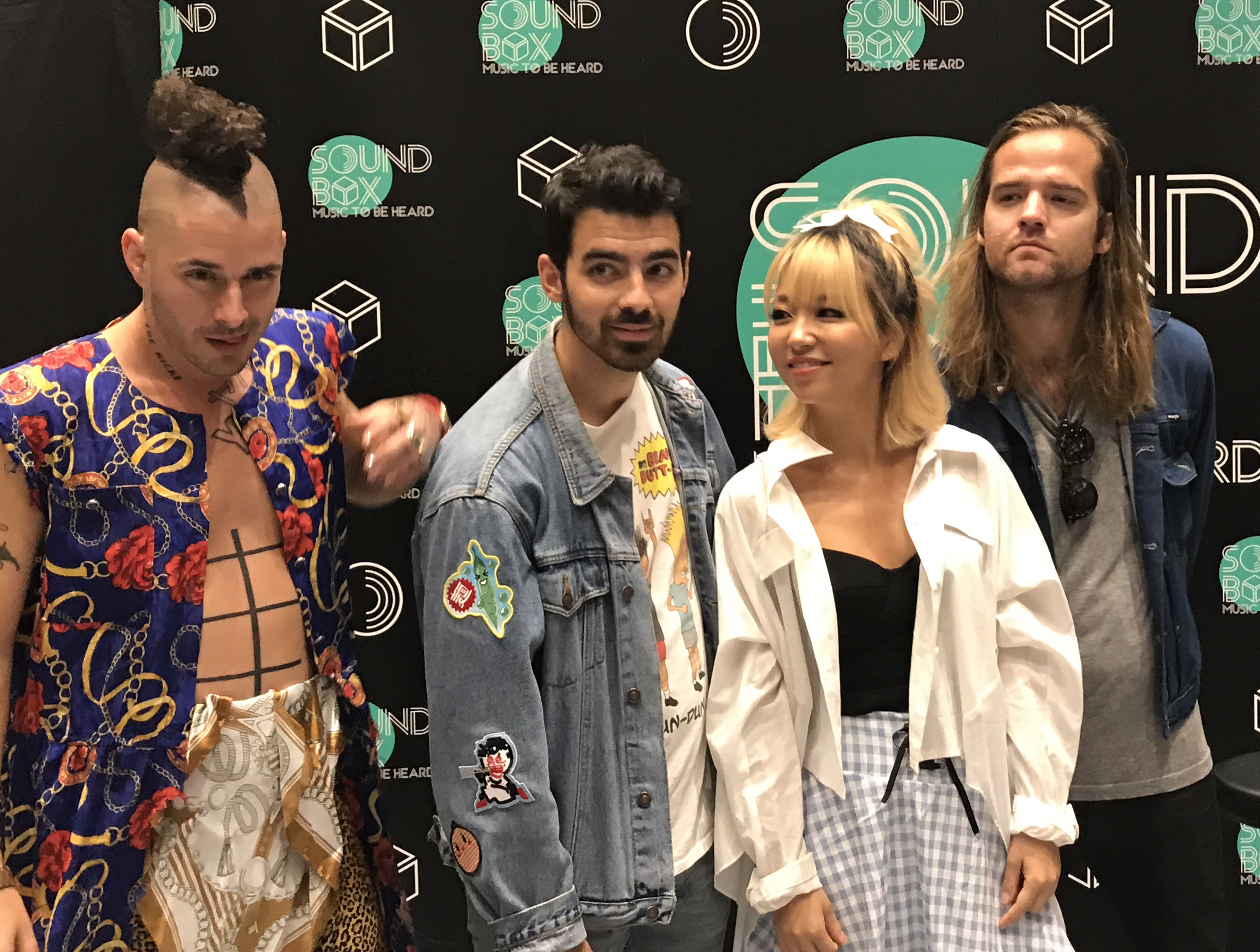
DNCE in Bangkok (2017)

Am 11. Oktober 2011 erschien Joe Jonas' Soloalbum. Es erreichte mit 18.000 verkauften Einheiten jedoch nur Platz 15 der amerikanischen Charts. Im Oktober war Joe Jonas erstmals als Solokünstler in Deutschland und trat im Vorprogramm beim Köln-Konzert von Britney Spears’ Femme-Fatale-Tour auf. Zuvor war Jonas im September und Oktober zusammen mit Jay Sean auf Joe Jonas & Jay Sean Tour gegangen. Jonas ist auf Ciaras Song I Bet (Remix) zuhören. Außerdem moderiert er seit 2014 gemeinsam mit Ciara und Nicole Scherzinger die amerikanische Sendung I Can Do It.

### Seit 2015, DNCE – Gründung und erstes Studioalbum
2015 gründete Jonas gemeinsam mit zwei Freunden die Band DNCE. Diese veröffentlichte am 18. September 2015 ihre erste Single Cake by the Ocean, auf welche am 23. Oktober 2015 die EP SWAAY folgte.

### Seit 2019
2019 kam es zum Comeback der Jonas Brothers mit der Veröffentlichung der Single Sucker am 1. März und des zugehörigen Albums Happiness Begins im Juni.

## Schauspielerei

### 2004 bis 2009
Theater und Durchbruch im Fernsehen
2004 kam Joe Jonas durch seinen jüngeren Bruder Nick Jonas, der schon seit längerer Zeit in Musicals tätig war, ebenfalls zu einer Rolle im Broadway-Musical La Bohème. 2007 war Joe zusammen mit seinen Brüdern Kevin und Nick in einer Folge der zweiten Staffel der Disney-Serie Hannah Montana zu sehen. Die Folge brach mehrere Rekorde und wurde mit 10,7 Mio. Zuschauern die meistgesehene Fernsehfolge des Kabelfernsehens. 2008 bekamen die Jonas Brothers dann ihre eigene Sendung bei Disney. Die Serie JONAS L.A. wurde zwei Jahre lang produziert und umfasste zwei Staffeln mit insgesamt 34 Episoden. Am 20. Juni 2008 lief Camp Rock, wo Joe Jonas neben Demi Lovato die Hauptrolle spielte, auf dem amerikanischen Disney Channel und erreichte eine Quote von durchschnittlich 8,9 Mio. Zuschauern, was den Film zum zweiterfolgreichsten Film des Senders machte (hinter High School Musical 2). Der Fernsehfilm machte Joe Jonas international bekannt. 2009 kam dann ein 3D-Konzertfilm über die Burnin’ Up Tour der Jonas Brothers ins Kino. Bereits 2008 war er in einer ähnlichen Dokumentation über die Best of Both Worlds-Tour im Kino zu sehen gewesen. Bei der Tournee mit Miley Cyrus fungierten die Jonas Brothers als Vorband.

### Ab 2010
Camp Rock 2 und Serienauftritte

Die Fortsetzung Camp Rock 2: The Final Jam lief 2010 im Fernsehen und war ähnlich erfolgreich wie sein Vorgänger. Im selben Jahr hatte er neben seinen Brüdern auch eine Sprechrolle im Film Nachts im Museum 2. Außerdem war er in je einer Folge der Serien Sonny Munroe, Hot in Cleveland und 90210 zu sehen. Des Weiteren hatte er 2010 einen Gastauftritt bei American Idol, wo er als Gastjuror in Erscheinung trat, und war im Musikvideo Giving Up the Gun von Vampire Weekend zu sehen.

Im April 2020 erschien beim Streaminganbieter Quibi eine eigene 8-teilige Webserie namens Cup of Joe, in der Jonas jeden Ort der damaligen Konzerttour zusammen mit prominenten Gästen in ca. 7-minütigen Clips vorstellte. In Deutschland traf er in Berlin auf David Hasselhoff und Lewis Capaldi.

## Filmografie (Auswahl)
Serien
- 2007: Hannah Montana (Episode 2x16)
- 2008: Band in a Bus (Reality-TV, nur als DVD)
- 2008–2010: Jonas Brothers: Living the Dream (Reality-TV, 27 Episoden)
- 2009/2010: JONAS L.A. (34 Episoden)
- 2010: Hot in Cleveland (Episode 1x9)
- 2010: Sonny Munroe (Sonny with a Chance) (Episode 2x21)
- 2010: 90210 (Episode 3x8)
- 2012: Hot in Cleveland (Episode 3x09)

Filme
- 2008: Hannah Montana & Miley Cyrus: Best of Both Worlds Concert (3D-Kinofilm)
- 2008: Camp Rock (Fernsehfilm)
- 2009: Jonas Brothers – Das ultimative 3D Konzerterlebnis (Jonas Brothers: The 3D Concert Experience) (3D-Kinofilm)
- 2009: Nachts im Museum 2 (Night at the Museum: Battle of the Smithsonian) (Kinofilm, Sprechrolle)
- 2010: Camp Rock 2: The Final Jam (Fernsehfilm)
- 2016: Zoolander 2
- 2018: Hotel Transsilvanien 3 – Ein Monster Urlaub (Hotel Transylvania 3: Summer Vacation, Stimme)
- 2022: Devotion

Gastauftritte
- 2008: Das Hausbau-Kommando (Extreme Makeover: Home Edition) (Fernsehserie, Episode 6x02)
- 2008: Studio DC: Almost Live (2. Show)
- 2009: Saturday Night Live (Fernsehserie, Folge vom 14. Februar 2009)
- 2010: American Idol (Castingshow, Folge vom 27. Januar 2010)
- 2010: Das Hausbau-Kommando (Extreme Makeover: Home Edition) (Fernsehserie, Episode 7x17)
- 2010: Daily 10 (Infotainment-Show, Folge vom 27. Juli 2010)
- 2010: Top Chef (Spielshow, Episode 8x02)
- 2011: When I Was 17 (Fernsehshow, Episode 2x21)

Musicals/Musikvideos
- 2004: La Bohème (Musical)
- 2010: Giving Up the Gun (Musikvideo; Vampire Weekend)

## Diskografie
Studioalben

| Jahr | Titel Musiklabel                                            | Höchstplatzierung, Gesamtwochen, AuszeichnungChartplatzierungen (Jahr, Titel, Musiklabel, Platzierungen, Wochen, Auszeichnungen, Anmerkungen) | Höchstplatzierung, Gesamtwochen, AuszeichnungChartplatzierungen (Jahr, Titel, Musiklabel, Platzierungen, Wochen, Auszeichnungen, Anmerkungen) | Höchstplatzierung, Gesamtwochen, AuszeichnungChartplatzierungen (Jahr, Titel, Musiklabel, Platzierungen, Wochen, Auszeichnungen, Anmerkungen) | Höchstplatzierung, Gesamtwochen, AuszeichnungChartplatzierungen (Jahr, Titel, Musiklabel, Platzierungen, Wochen, Auszeichnungen, Anmerkungen) | Höchstplatzierung, Gesamtwochen, AuszeichnungChartplatzierungen (Jahr, Titel, Musiklabel, Platzierungen, Wochen, Auszeichnungen, Anmerkungen) | Anmerkungen                            |
| Jahr | Titel Musiklabel                                            | DE | AT | CH | UK | US | Anmerkungen                            |
| ---- | ----------------------------------------------------------- | --- | --- | --- | --- | --- | -------------------------------------- |
| 2011 | Fastlife Hollywood Records (UMG)                            | — | — | — | UK99 (1 Wo.)UK | US15 (2 Wo.)US | Erstveröffentlichung: 11. Oktober 2011 |
| 2025 | Music for People Who Believe in Love Republic Records (UMG) | DE92 (1 Wo.)DE | — | — | — | US24 (1 Wo.)US | Erstveröffentlichung: 23. Mai 2025     |

## Tourneen
- Joe Jonas & Jay Sean Tour (2011)
- Femme Fatale Tour (Vorgruppe) (2011)